# Sekhutlane
Sekhutlane is een dorp in het district Southern in Botswana. De plaats telt 871 inwoners (2011).